# Myotis arescens
Myotis arescens es una especie de murciélago miembro del género Myotis. Este género es el más variado de todos los mamíferos, con más de 90 especies. Es la decimosexta especie de murciélago descubierta en Chile y la primera endémica de este. 

## Descripción
Es un Myotis de tamaño mediano, su envergadura alar es de 24,5 a 26,3 cm, su longitud corporal de 74 a 87 mm, y su peso de entre 4 a 7 gramos. Su pelaje es bicolor, siendo marrón en el dorso y de un color más claro en la zona ventral. Durante mucho tiempo fue considerado una subespecie de Myotis chiloensis, con la cual tiene una diferencia genética de entre 1.6 a 2.2%, pero fue revalidada en un estudio hecho al género en Chile.
Es de alimentación insectívora, al igual que 14 de las 16 especies del país. Tiene hábitos nocturnos-crepusculares. Se refugia en piquetes mineros abandonados y techo de edificaciones en zonas urbanas y rurales.

## Distribución geográfica
Esta especie es endémica del Chile central, desde la Región de Coquimbo a la Región de La Araucanía.